# Natalia Makéyeva
Natalia Makéyeva –en ruso, Наталья Макеева– (21 de abril de 1979) es una deportista rusa que compitió en esgrima, especialista en la modalidad de sable.
Ganó dos medallas de oro en el Campeonato Mundial de Esgrima, en los años 2001 y 2002, y cinco medallas en el Campeonato Europeo de Esgrima entre los años 1999 y 2003.

## Palmarés internacional
| Campeonato Mundial | Campeonato Mundial | Campeonato Mundial | Campeonato Mundial |
| Año                | Lugar              | Medalla            | Prueba             |
| ------------------ | ------------------ | ------------------ | ------------------ |
| 2001               | Nimes (Francia)    | Medalla de oro     | Sable por equipos  |
| 2002               | Lisboa (Portugal)  | Medalla de oro     | Sable por equipos  |
| Campeonato Europeo |                    |                    |                    |
| Año                | Lugar              | Medalla            | Prueba             |
| 1999               | Bolzano (Italia)   | Medalla de bronce  | Sable individual   |
| 2000               | Funchal (Portugal) | Medalla de oro     | Sable por equipos  |
| 2002               | Moscú (Rusia)      | Medalla de oro     | Sable por equipos  |
| 2003               | Bourges (Francia)  | Medalla de oro     | Sable por equipos  |
| 2003               | Bourges (Francia)  | Medalla de plata   | Sable individual   |